# Amel Azzouz
Pour les articles homonymes, voir Azzouz.
Amel Azzouz Al Zohdi (arabe : ٱمال عزوز الزُهْدِيّ), née le 28 février 1963 à Gabès, est une femme politique tunisienne, ancienne membre du parti islamiste Ennahdha.
Elle représente la circonscription de Gabès au sein de l'assemblée constituante élue le 23 octobre 2011.

## Études
Elle passe le baccalauréat, section lettres, en 1981, et obtient une maîtrise en langue et littérature anglaise de l'École normale supérieure de Sousse en 1985. Diplômée en 2001 d’un DEA en littérature anglaise de la faculté des sciences humaines de Sousse, elle obtient en 2010 son agrégation en langue et littérature anglaises de la faculté des sciences humaines de La Manouba.

## Parcours professionnel
À partir de 1985, elle est professeur d'anglais au lycée secondaire de Téboulba puis, à partir de 1989, au lycée Echebbi de Gabès. En 2001, elle est enseignante détachée à l’institut supérieur des langues de Gabès. En 2011, elle est professeur agrégé à l’Institut national du travail et des études sociales de Tunis.

## Parcours politique
Elle milite au début des années 1980 à l'université au sein de l’Union générale tunisienne des étudiants et ce jusqu’en 1991, date à laquelle son mari est emprisonné pour quatorze ans.
Elle reprend son activité politique après la révolution de 2011 en devenant membre du bureau régional d’Ennahdha à Gabès. Elle figure sur l'une des listes du parti pour l'élection de l'assemblée constituante du 23 octobre 2011. Après avoir intégré l'assemblée, elle y devient rapporteuse de la commission des affaires de l'éducation et membre de la commission d'investigation sur les événements du 9 avril 2012, ainsi que membre de la commission du préambule, des principes fondamentaux et de révision de la Constitution.
En février 2014, Amel Azzouz, en compagnie de Zied Ladhari, accompagne Rached Ghannouchi aux États-Unis pour une semaine d'activité, afin de présenter le nouveau modèle tunisien de « consensus » dans un contexte où, selon Sarah Ben Hamadi, et « après deux années peu glorieuses au pouvoir, tant sur le plan économique que sécuritaire, Ennahdha veut redorer son image à l'étranger ». Lors de cette visite, la délégation d'Ennahdha est reçue par le sénateur John McCain.
Le 2 février 2015, elle est nommée au poste de secrétaire d'État chargée de la Coopération internationale dans le gouvernement de Habib Essid.
Le 25 septembre 2021, son nom apparaît dans la liste des signataires d'une démission collective du parti Ennahdha, dans le cadre des tensions internes avec la direction du parti alimentées par la crise politique initiée le 25 juillet.

## Vie privée
Amel Azzouz est mariée et mère de deux enfants.